# Diecezja mazurska

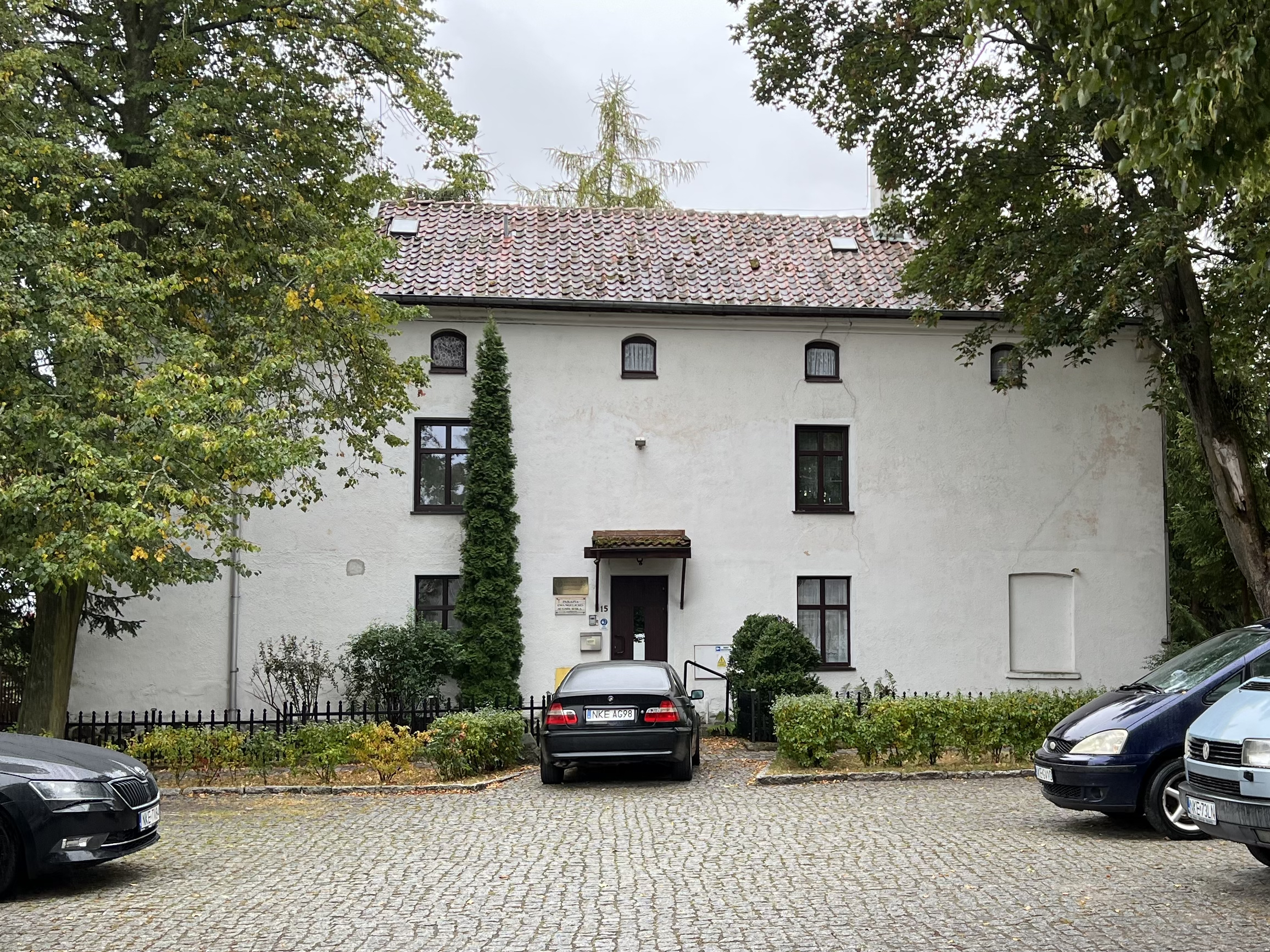
Siedziba diecezji w Kętrzynie

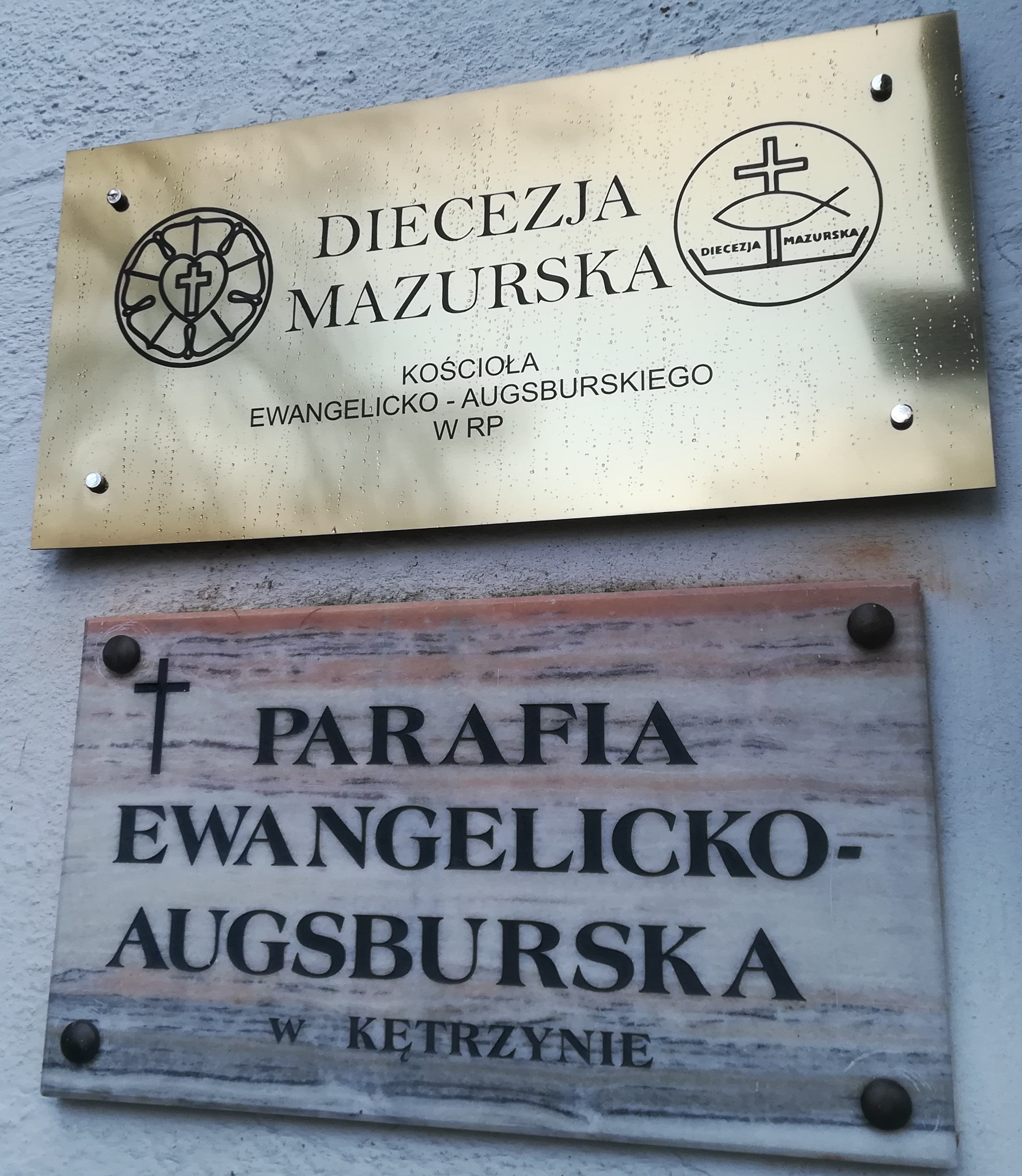
Tablica w Kętrzynie

Diecezja mazurska – diecezja Kościoła Ewangelicko-Augsburskiego w RP. Diecezja liczy 15 parafii oraz 27 filiałów obsługiwanych przez 17 duchownych i w 2020 skupiała 3404 wiernych. Aktualnie siedzibą władz diecezjalnych jest Kętrzyn (w latach 1992–2018 Olsztyn).

## Historia
W 1945 władze Kościoła Ewangelicko-Augsburskiego mianowały ks. Ewalda Lodwicha-Ledwy jako pełnomocnika kościoła do organizowania struktur kościelnych na terenie dawnych Prus Wschodnich określanych jako "Okręg Mazurski". Niezależnie od tego 13 sierpnia 1945 grupa polskich Mazurów utworzyła Radę Kościoła Ewangelickiego - w jej skład weszli Jan Sczech, Bogumił Labusz, Fryderyk Leyk, Gustaw Leyding, Edward Małłek, Hieronim Skrupski i Bogdan Wilamowski.
Pierwsze zebranie senioralne nowej diecezji zebrało się 12 kwietnia 1946 na którym wybrano seniora nowej diecezji, kuratora (Karol Małłek) oraz zastępcę kuratora (Emil Leyk).
Liczebność wiernych jak i parafii wykazywały ogromną fluktuację. Związane to było przede wszystkim z ciągłymi wyjazdami ludności mazurskiej do Niemiec po 1945 trwającymi do lat 90. XX wieku, kiedy to jej liczebność się ustabilizowała. Już w latach 60. diecezja ta przestała być najliczniejszą w ramach Kościoła Ewangelicko-Augsburskiego.
|      | Liczba wiernych | Liczba parafii w diecezji i filiałów   | Liczba duchownych pracujących w diecezji |
| ---- | --------------- | -------------------------------------- | ---------------------------------------- |
| 1946 | 77 000–80 000   | 53 parafii i 12 filiałów               | 7 księży i 1 diakon                      |
| 1950 | ok. 68 000      | 88 parafii i 8 filiałów                | 11 księży                                |
| 1961 | 21 357          |                                        | 21 księży                                |
| 1967 | 12 676          | 18 parafii i 80 stacji kaznodziejskich | 18 księży                                |
| 1969 | 91444           |                                        |                                          |
| 1975 | 6454            |                                        | 13 księży                                |
| 1985 | 4222            | 13 parafii                             | 9 księży                                 |
| 1991 | 3887            |                                        |                                          |

## Władze
- Biskup diecezjalny – bp Paweł Hause (parafia Kętrzyn)
- Kurator diecezjalny – Wanda Wróblewska (parafia Kętrzyn)
- Radca duchowny – ks. Bogusław Juroszek (parafia Mikołajki)
- Radca diecezjalny – dr teol. Krzysztof Maria Różański (parafia Białystok)

## Zwierzchnicy diecezji mazurskiej Kościoła Ewangelicko-Augsburskiego w RP
| Lata posługi | Zwierzchnik diecezji      | Lata życia | Uwagi                                                                      |
| ------------ | ------------------------- | ---------- | -------------------------------------------------------------------------- |
| 1946–1958    | ks. senior Edmund Friszke | 1902–1958  |                                                                            |
| 1959–1963    | ks. senior Alfred Jagucki | 1914–2004  | został zmuszony do rezygnacji w 1963 roku                                  |
| 1963–1966    | ks. senior Edward Busse   | 1916–1985  | wcześniej konsenior diecezji mazurskiej                                    |
| 1966–1991    | ks. senior Paweł Kubiczek | 1925–2001  |                                                                            |
| 1992–2018    | bp Rudolf Bażanowski      | ur. 1953   | wybrany na kolejne kadencje w 2002 i 2012 roku, na emeryturze od 2018 roku |
| od 2018      | bp Paweł Hause            | ur. 1964   |                                                                            |

## Parafie
- Parafia Białystok, proboszcz-administrator: ks. radca ppłk Tomasz Wigłasz,
- Parafia Działdowo, proboszcz: ks. Waldemar Kurzawa,
  - filiał w Lidzbarku
- Parafia Giżycko, proboszcz: ks. Krystian Borkowski,
  - filiał w Pozezdrzu
  - filiał w Węgorzewie
  - filiał w Wydminach
- Parafia Kętrzyn, proboszcz: bp Paweł Hause,
  - filiał w Barcianach
  - filiał w Bartoszycach
  - filiał w Brzeźnicy
  - filiał w Srokowie
- Parafia Mikołajki, proboszcz: ks. Bogusław Juroszek,
  - filiał w Ukcie
- Parafia Mrągowo, proboszcz administrator: ks. Bartłomiej Polok
  - filiał w Użrankach
- Parafia Nidzica, proboszcz: ks. Roland Zagóra,
  - filiał w Gardynach
  - filiał w Jabłonce
  - filiał w Rogu
- Parafia Olsztyn, proboszcz: ks. Łukasz Stachelek,
  - filiał w Olsztynku
- Parafia Ostróda, proboszcz: ks. ppor. Wojciech Płoszek,
  - filiał w Iławie
  - filiał w Łęgutach
  - filiał w Morągu
  - filiał w Pasłęku
- Parafia Pasym, proboszcz: ks. Witold Twardzik,
  - filiał w Dźwierzutach
  - filiał w Jedwabnie
- Parafia Pisz, ks. mjr SG Marcin Pysz,
  - filiał w Ełku
  - filiał w Białej Piskiej
  - filiał w Wejsunach
- Parafia Ryn, proboszcz: ks. Jan Neumann,
  - filiał w Sterławkach Wielkich
  - filiał w Koczarkach
- Parafia Sorkwity, proboszcz: ks. Krzysztof Mutschmann,
  - filiał w Biskupcu Reszelskim
  - filiał w Raszągu
  - filiał w Rybnie
- Parafia Suwałki, proboszcz: ks. por. Dawid Robert Banach,
  - filiał w Gołdapi
- Parafia Szczytno, proboszcz ks. Adrian Lazar,
  - filiał w Rańsku

## Kościoły ewangelicko-augsburskie
Obecne kościoły ewangelicko-augsburskie

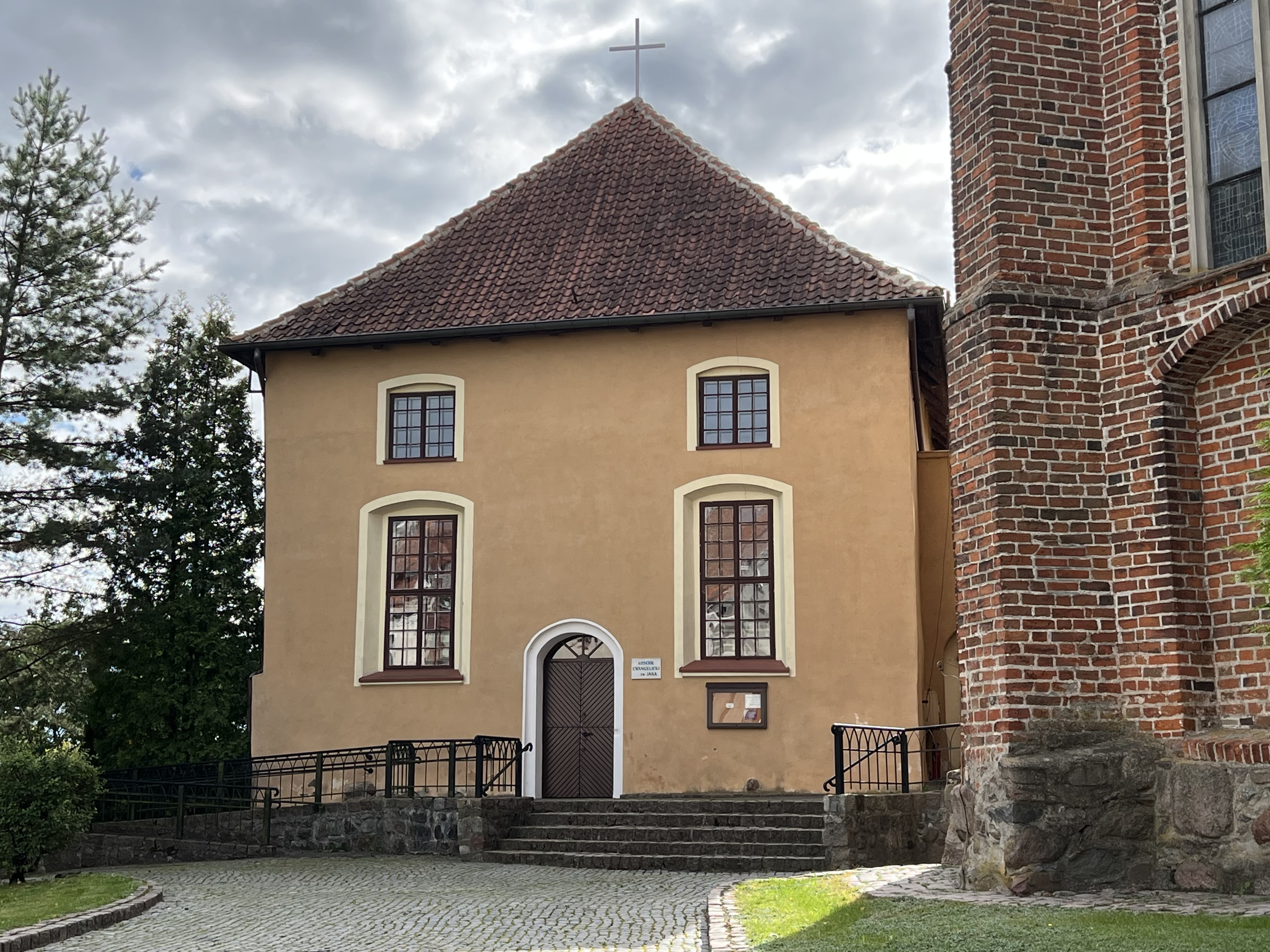
Kościół św. Jana w Kętrzynie
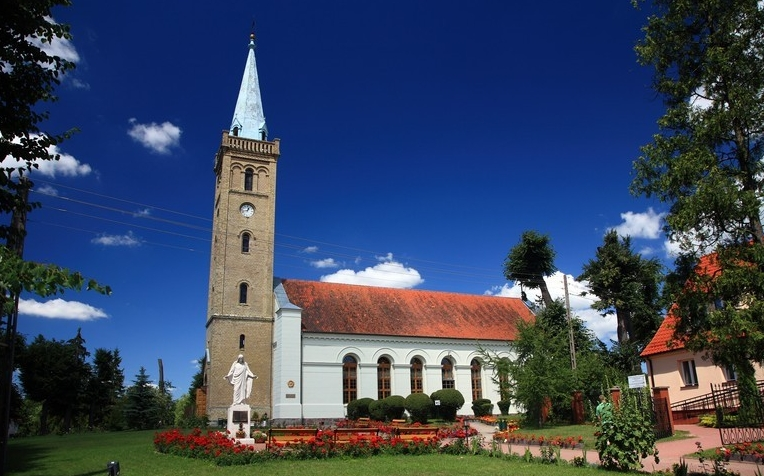
Kościół ewangelicko-augsburski Świętej Trójcy w Mikołajkach
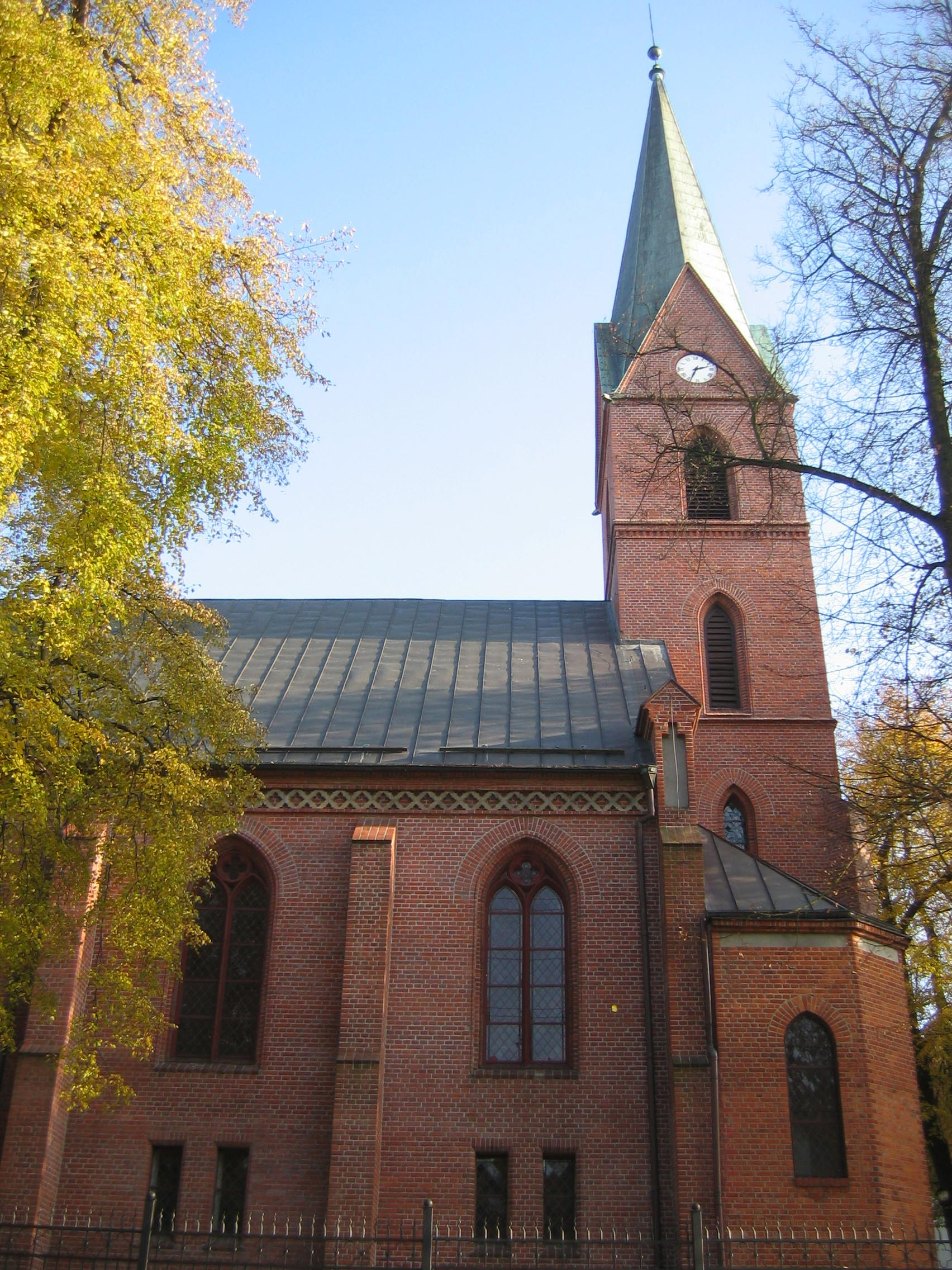
Kościół ewangelicko-augsburski w Olsztynie
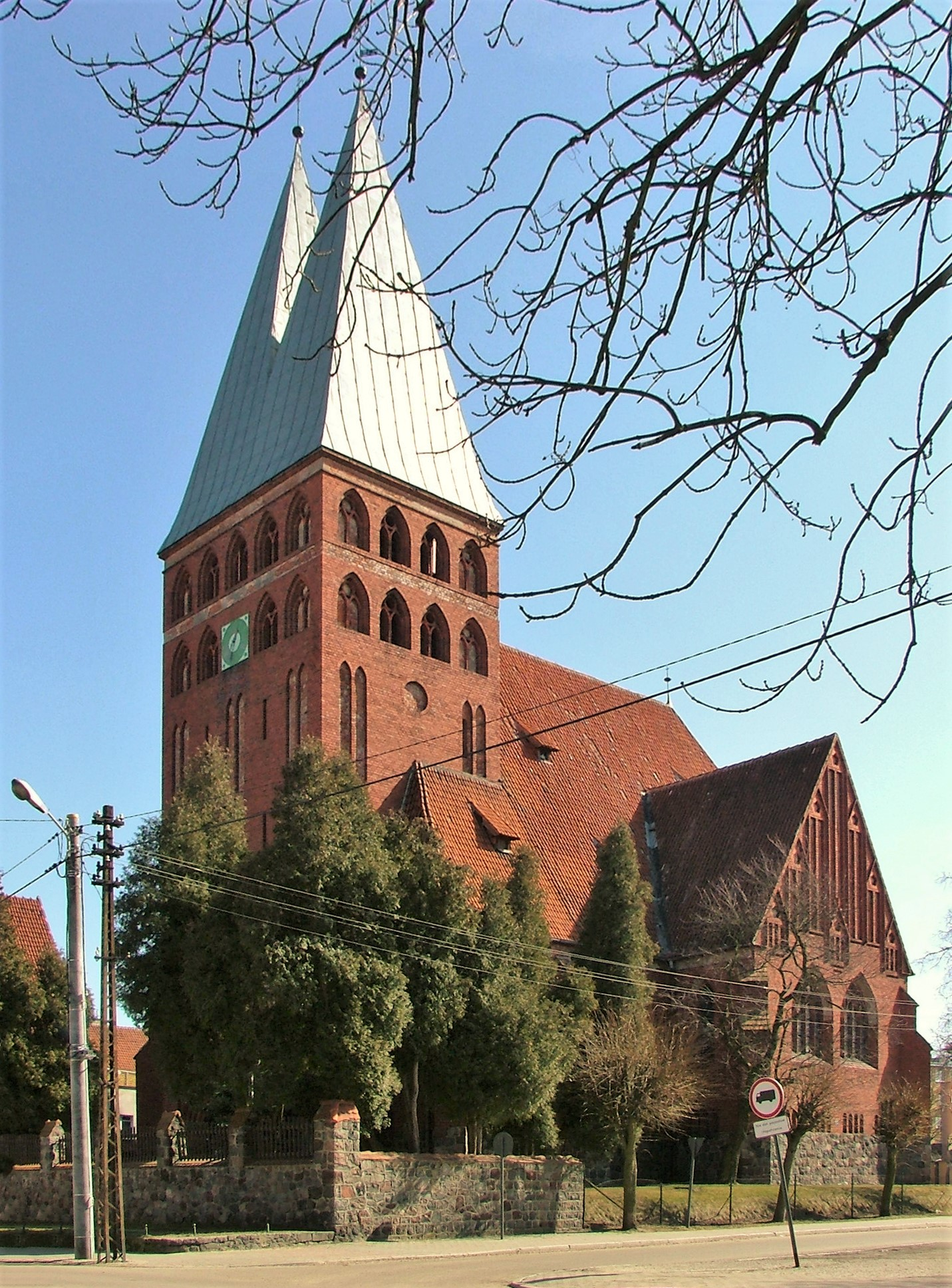
Kościół ewangelicki w Ostródzie
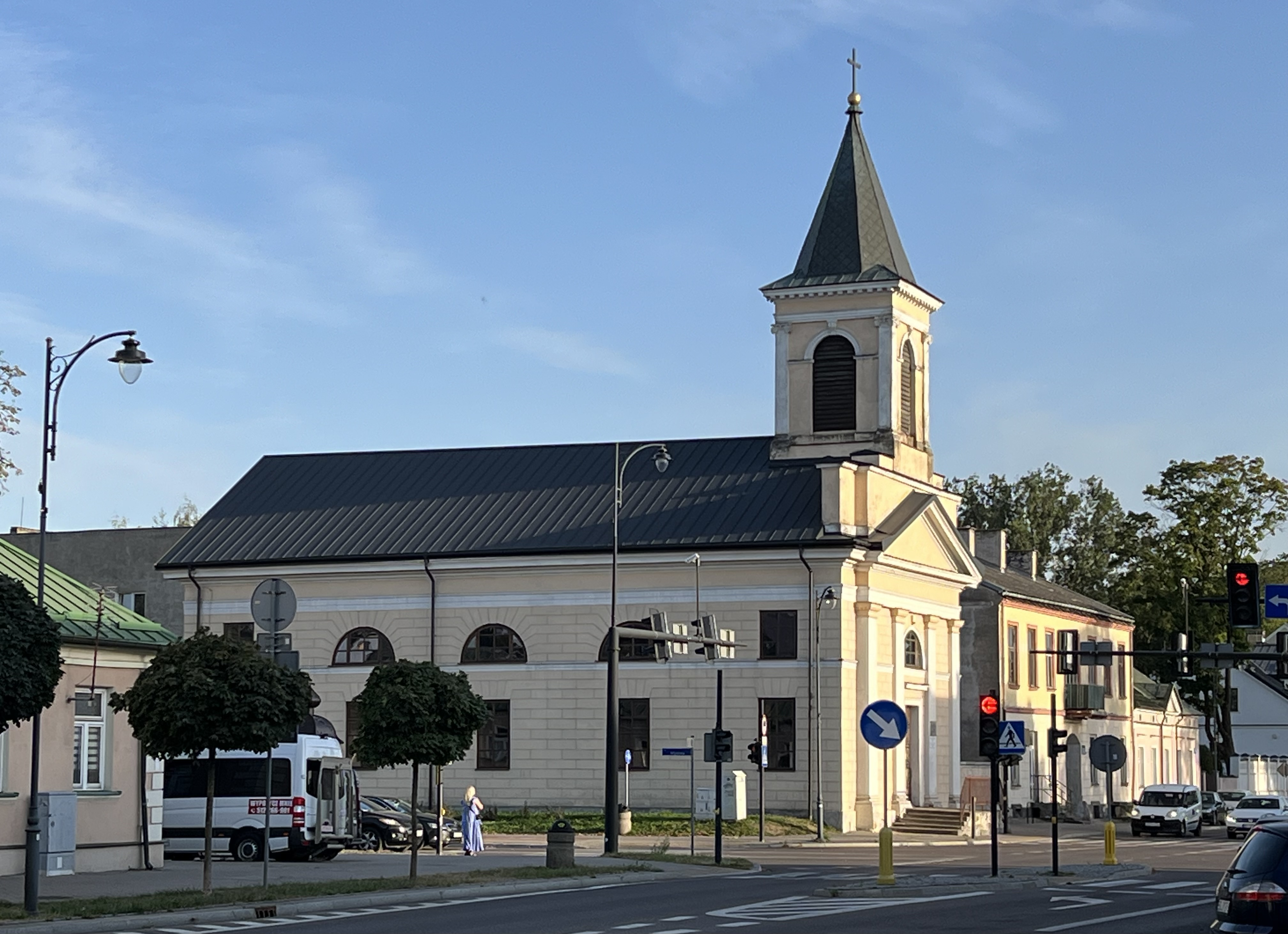
Kościół Świętej Trójcy w Suwałkach
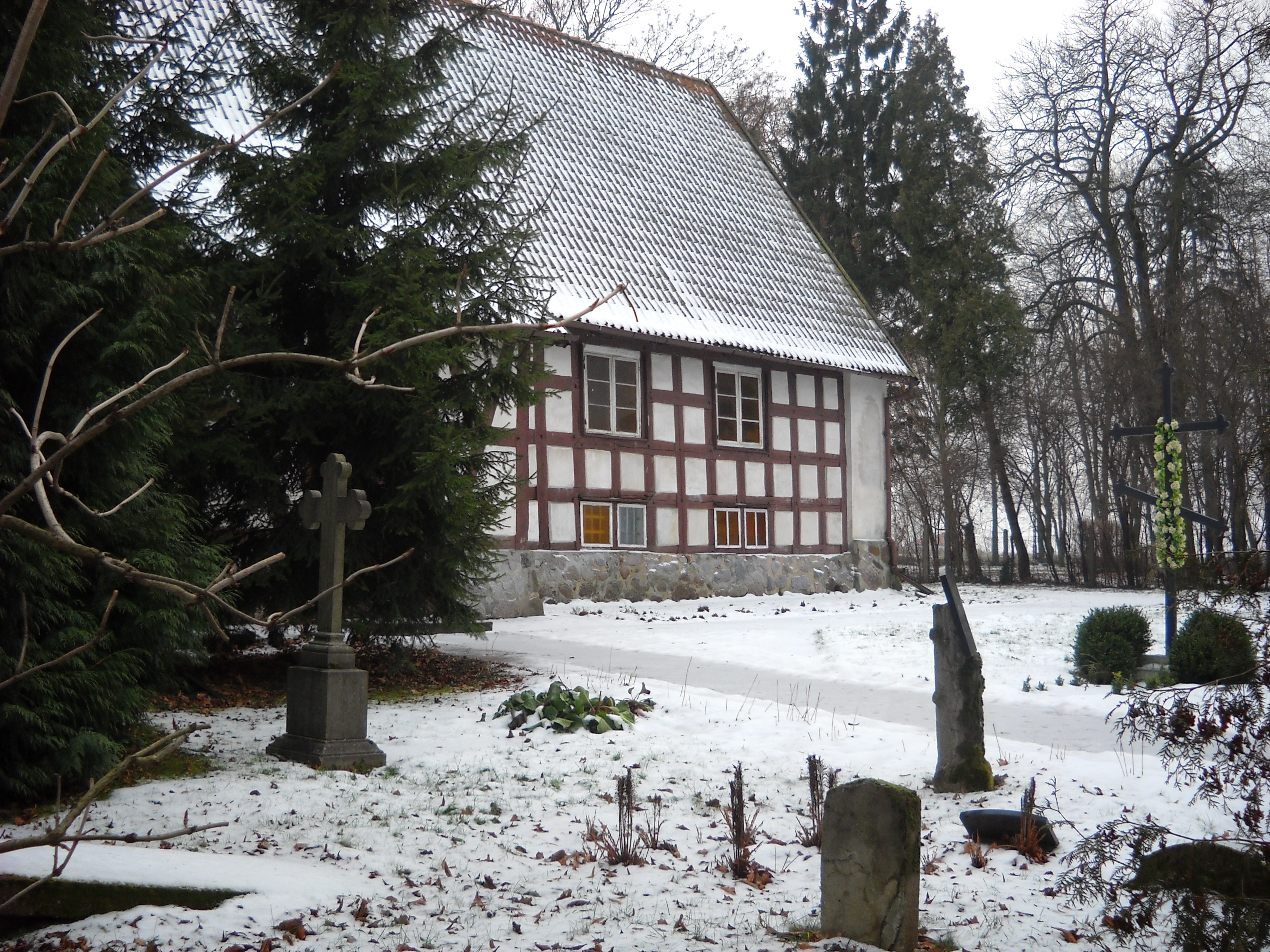
Kościół św. Jerzego w Pasłęku

Dawne kościoły ewangelicko-augsburskie

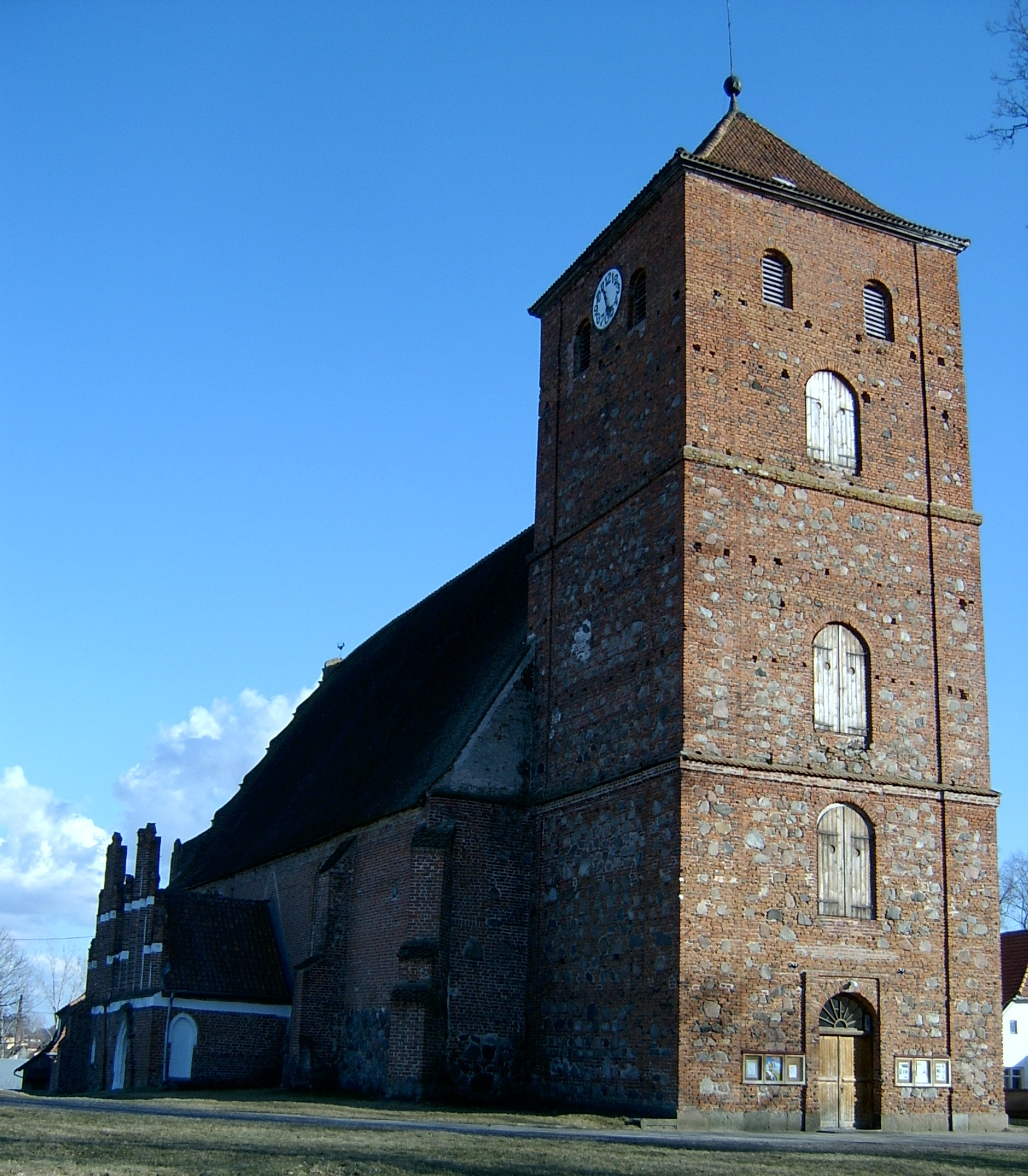
Kościół Ewangelicko-Augsburski w Barcianach (do 1945 r.)
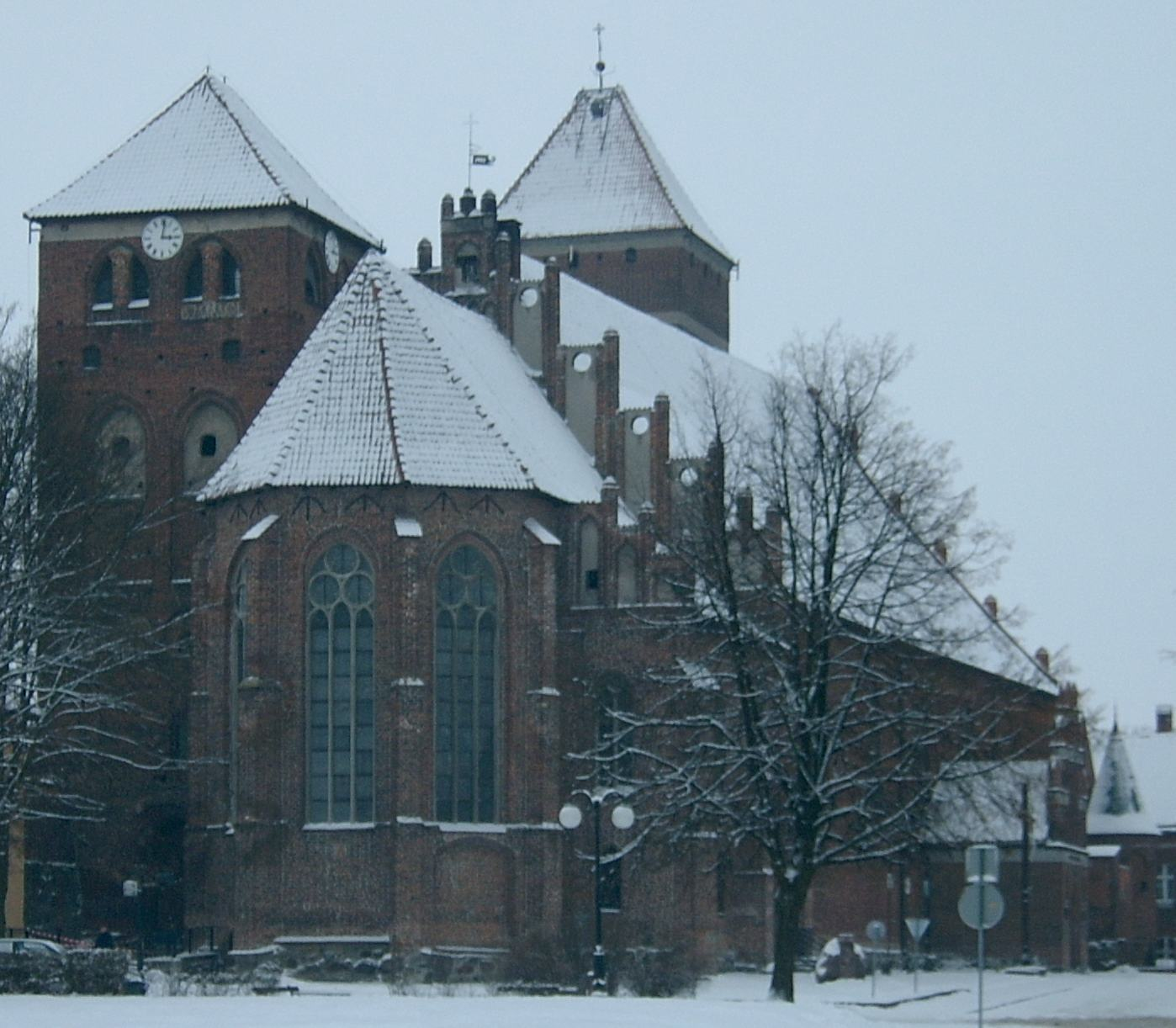
Kościół Ewangelicko-Augsburski św. Jerzego w Kętrzynie (do 1945 r.)

## Delegaci do Synodu Kościoła
Diecezja mazurska posiada łącznie 7 delegatów na Synod Kościoła
- Z urzędu:
  - bp Paweł Hause (parafia Kętrzyn)
  - kurator Wanda Wróblewska (parafia Kętrzyn)
- Z wyboru: 
  - Irena Gesele-Kurzawa (parafia Działdowo)
  - Ewa Kordaczuk (parafia Olsztyn)
  - dr Krzysztof Maria Różański (parafia Białystok)
- Z wyboru ogólnopolskiej konferencji duchownych:
  - ks. radca mjr Tomasz Wigłasz (parafia Białystok)
  - ks. Łukasz Stachelek (parafia Olsztyn)